# Giovanni Battista Casali
Pour les articles homonymes, voir Giovanni Battista Casali (antiquaire) et Casali.
Giovanni Battista Casali (né à Rome en 1715 et mort dans la même ville le 6 juillet 1792) est un compositeur italien.

## Biographie
En 1740, grâce à l'appui du Padre Martini (avec qui il a entretenu une correspondance), il a été admis à l'Accademia Filarmonica di Bologna et en 1745 il a été assistant de Girolamo Chiti, maître de chapelle de Saint-Jean de Latran à Rome, auquel il a succédé le 4 septembre 1759, poste qu'il a occupé jusqu'à sa mort (bien qu'il ressort des comptes de la basilique qu'il a pris sa retraite à partir d'août 1791). Il était également membre de la Congregazione dei musici di Santa Cecilia à Rome, où il a servi comme examinateur [1] et où dans les années 1752-3, 1760-1, 1771-2 et 1779 à 1791 il a occupé le poste de Guardiano della sezione dei maestri Compositori. De 1754 [2] jusqu'à sa mort, il était également maître de chapelle de l'église de Santa Maria in Vallicella. À sa mort, survenue en juillet 1792, le poste qu'il avait à Saint-Jean-de-Latran a été occupé par Pasquale Anfossi. Parmi ses élèves, on peut citer le compositeur français André Grétry qui a étudié avec Casali pendant deux ans.

## Considérations sur l'artiste
Casali a écrit quelques-unes de ses compositions selon le style contrapuntique strict de l'école Romaine, mais il a aussi utilisé le style moderne concertant (typique de l'école vénitienne) avec des passages de virtuosité et d'autres relevant d'une écriture homophonique.

## Œuvres

### Opéras
- Candaspe (Campaspe) regina de' Sciti (dramma per musica, livret de Bartolomeo Vitturi, 1740, Venise)
- La costanza vincitrice (dramma per musica, 1740, San Giovanni in Persicato)
- Il Bajazette (opéra, livret de Agostino Piovene, 1741, Rimini)
- La lavandarina (intermezzo, livret de A. Lungi, 1746, Rome)
- Le furbarie di Bruscolo Trasteverino (intermezzo, 1747, Rome)
- La finta merciaia (tedesca) (intermezzo, 1747, Rome)
- L'impazzito (intermezzo, livret de G. Aureli, 1748, Rome)
- Antigona (dramma per musica, livret de Gaetano Roccaforte, 1752, Turin)
- Arianna e Teseo (perdu)
- Arie per Endimione (livret de Pietro Metastasio)

### Oratorios
- Santa Fermina (1748, Rome)
- Per la festività dell'assunzione di Maria Vergine (1753, Rome)
- La natività della Vergine (1754, Foligno)
- Il roveto di Mosè (1755, Rome)
- La pazienza ricompensata negli avvenimenti di Tobia (1761, Bologne)
- La benedizione di Giacobbe (1761, Rome)
- Salomone re d'Israele (1770, Rome)
- Pastorale per il Santissimo Natale (1770, Rome)
- Abigail (1770; perdu)
- Componimento dramamtico per la festività del Santo Natale (1773, Rome)
- Componimento sacro per la festa di San Filippo Neri (1773)
- L'adorazione de magi (Rome)

### Autres œuvres sacrées
- environ 25 messes pour 4-5 voix et 8-9 voix
- Messa pastorale
- plus de 150 antiennes pour 1-4 voix
- environ 60 psaumes pour 4-8 voix
- environ 110 graduels pour 2 voix
- plus de 90 offertoires
- environ 10 Magnificats pour 4-9 voix
- 43 hymnes
- plus de 20 motets
- Plusieurs cantates, suites, alléluias et répons
- Tantum ergo
- des œuvres sacrées mineures